# Truppenfallschirm MC-6

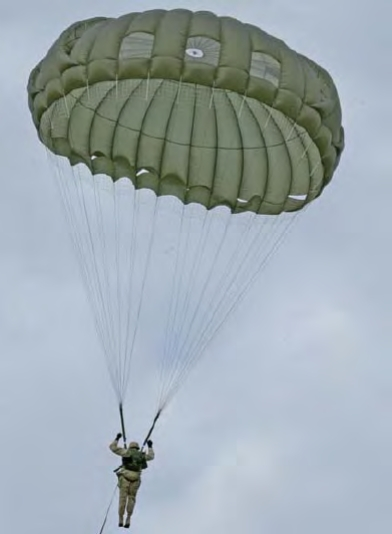
Truppenfallschirm MC-6

Der steuerbare Rundkappenfallschirm des MC-6 basiert auf der Hauptkappe des FS-14 der Smokejumper der USA, der um die Jahrtausendwende leicht modifiziert auch von einigen Spezialeinheiten der Vereinigten Staaten als SF-10A eingeführt wurde. Mittlerweile ist der gleiche Hauptfallschirm als neuer steuerbarer Truppenfallschirm MC-6 für alle spezialisierten Kräfte der USA beschafft worden. Er nutzt den gleichen Reservefallschirm T-11R und Gurtzeug wie der Truppenfallschirm T-11. Seine Steuer- und Flugeigenschaften machen den MC-6 deutlich überlegen gegenüber den Vorgängerfallschirmen der MC1-1-Reihe.

## FS-14 der Smokejumper

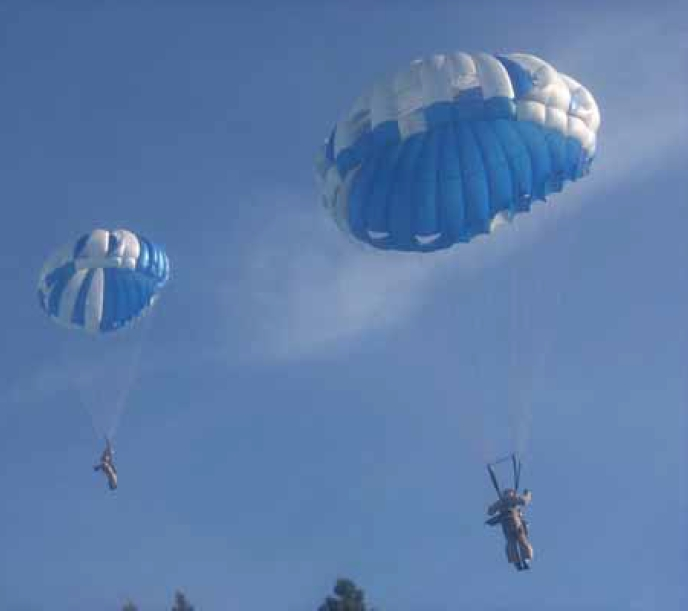
Fallschirm FS-14

Bereits seit den 1940er-Jahren erprobte das United States Forest Service (USFS) das Absetzen ihrer Feuerwehrmänner mit Fallschirmen in Brandnähe. Um auch an steilen Berghängen, in kleinen Lichtungen und in großen Höhen mit ihrer gesamten Ausrüstung landen zu können, nutzten sie von Anfang an steuerbare Rundkappenschirme. Lediglich das kleinere Bureau of Land Management des Innenministeriums nutzt derzeit auch Flächenfallschirme für ihre eigenen Smokejumper. Anfang der 1990er-Jahre suchte das USFS nach einem neuen steuerbaren Rundkappenfallschirm mit automatischer Öffnung und entschied sich für modifizierte Fallschirme der Quantum Series, die ursprünglich als Rettungsfallschirme für Gleitfallschirmpiloten entwickelt worden sind. Als FS-14 (FS = Forest Service) bezeichnet, wurden diese Fallschirme 1995 in drei Größen für die Smokejumper eingeführt. Abhängig von dem Springergewicht, der mitgeführten Ausrüstung, der Höhe des Landeplatzes und des Wetters wird mit einem der Schirme gesprungen. Das Ziel ist, dass der Feuerwehrmann mit einer sicheren Sinkgeschwindigkeit aber trotzdem zügig seinen Landeplatz erreicht. Eine möglichst geringe Sinkgeschwindigkeit ist nicht zweckmäßig, weil ein leichter Springer unter einer zu großen Fallschirmkappe leicht vom Wind abgetrieben werden kann. Als Richtwert für die Verwendung der nur in der Größe unterschiedlichen Fallschirmvarianten gelten:
| Kappengröße | Kappenfläche | Lastbereich    | Landehöhe und Umgebungstemperatur |
| ----------- | ------------ | -------------- | --------------------------------- |
| 8,53 m      | 55,8 m²      | 81 bis 102 kg  | 1500 m bei 29 °C                  |
| 9,14 m      | 63,9 m²      | 102 bis 115 kg | 1500 m bei 29 °C                  |
| 9,75 m      | 72,5 m²      | 115 bis 129 kg | 1500 m bei 29 °C                  |

Das Gurtzeug für die unterschiedlichen Größen ist farblich kodiert, wobei blau für die kleinste, oliv für die mittlere und gold für die große Fallschirmkappe steht.
Mit diesem fortschrittlichen Rundkappenfallschirm können die Smokejumper selbst in den Höhenlagen der Rocky Mountains mit großer Zielgenauigkeit in nur häusergroßen Lichtungen oder Schneisen mitsamt ihrer Ausrüstung landen. Der FS-14-Hauptfallschirm wird zusammen mit dem H-5 Gurtzeug und dem vor der Brust getragenen steuerbaren Reservefallschirm FS-14R genutzt. Das USFS hat den Hauptfallschirm in einer blauen Farbe mit weißen Bahnen an der Rückseite und den Reserveschirm in einer roten Farbgebung beschafft.  Als möglicher Nachfolger erproben die Smokejumper die robustere Weiterentwicklung FS-14Plus mit verbesserten Sink- und Gleiteigenschaften, von denen bis 2011 bereits 50 Stück beschafft wurden.

## SF-10A der Special Forces
Im Dezember 1998 entschied sich das United States Army Special Operations Command, welches alle Spezialeinheiten der U.S. Army führt, eigenständig einen Nachfolger für ihre steuerbaren Rundkappenfallschirme zu beschaffen. Sie nutzten noch immer die mittlerweile veraltete MC1-1-Serie, die auf dem Truppenfallschirm T-10 aus den 1950er-Jahren basierte. Gerade bei Sprüngen mit voller Ausrüstung, für deren Gewicht der Fallschirm nicht ausgelegt ist, und über hoch gelegenen Absetzplätzen kam es regelmäßig zu Beschädigungen des Fallschirms. Außerdem wurde die Sinkgeschwindigkeit unter diesen Bedingungen so hoch, dass die Verletzungsgefahr für die Soldaten immer weiter anstieg. Als Gelände für das Auswahlverfahren wurde der 1800 m hoch gelegene Absetzplatz bei Fort Carson, Colorado ausgewählt, wo im Juli 1999 die Erprobung von sechs verschiedenen Fallschirmmustern stattfand.
Weil der mittlerweile bewährte FS-14 der Smokejumper für diese hochgelegenen Einsatzszenarien speziell entwickelt wurde und darüber hinaus noch eine überlegene Steuerbarkeit besaß, entschloss man sich diesen Fallschirm in der 9,75 m großen Variante einzuführen. Nach einer Anpassung, um den Schirm unter militärischen Bedingungen mit dem Gurtzeug des MC1-1 und dem bisherigen Reserveschirm verwenden zu können, wurde die Erprobung erfolgreich abgeschlossen. Inzwischen hatte Irvin Aerospace die Rechte an diesem Produkt aufgekauft und vertrieben den jetzt als SF-10A bezeichneten Fallschirm an die amerikanischen Streitkräfte und weltweit.
Im Rahmen einer dezentralen Beschaffung dieses nicht standardisierten Produkts wurde der SF-10A bei Spezialeinheiten eingeführt. Die 10. Special Forces Group übernahm 2002 als erster militärischer Nutzer diesen Fallschirm, wodurch sich auch die Namensgebung des Fallschirms (SF-10 = Special Forces-10) erklärt. Auch andere Einheiten des USASOC setzten diesen Fallschirm als zwischenzeitlichen Ersatz für die MC1-1-Fallschirme erfolgreich ein. Der Vorteil des USASOC-Alleingangs war die schnelle Verfügbarkeit eines geeigneten Fallschirms, der explizit auf ihre Anforderungen zugeschnitten war. Allerdings war das USASOC jetzt auch alleinverantwortlich für Beschaffung und Bewirtschaftung des SF-10A, den es auf dem offiziellen Dienstweg der U.S. Army nicht gab.

## Truppenfallschirm MC-6

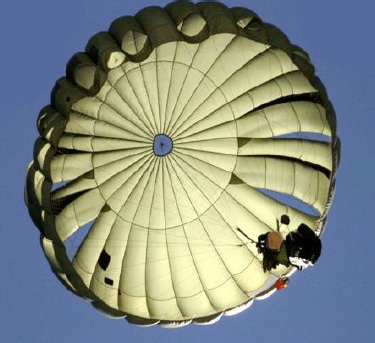
MC-6 Hauptkappe

Neben dem USASOC hatten auch die anderen Spezialeinheiten, streitkräfteübergreifend geführt durch das US Special Operations Command (USSOCOM), ihren dringenden Wunsch nach einem Ersatz für den MC1-1 bekundet. Um diesem Bedürfnis gerecht zu werden und einen standardisierten Fallschirm einzuführen, wurde vom USSOCOM, das wie die Teilstreitkräfte über einen eigenen Haushalt verfügt, unter dem Namen Special Operations Forces Tactical Advanced Parachute System (SOFTAPS) nach einem geeigneten Nachfolger gesucht.
Zur gleichen Zeit unternahm auch die U.S. Army große Anstrengungen ihre veralteten MC1-1- und T-10-Fallschirme sowie Gurtzeuge und Reservefallschirme zu ersetzen. Im September 2002 beschlossen daher das USSOCOM und die U.S. Army ihre Bemühungen in der Beschaffung eines steuerbaren Rundkappenfallschirms mit automatischer Öffnung zu bündeln. Um Entwicklungskosten und Zeit zu sparen, einigte man sich auch auf die Integration des neuen Reserveschirms und Gurtzeugs aus dem ATPS-Programms, woraus später der Truppenfallschirm T-11 hervorging, für das SOFTAPS zu verwenden. Zu dem Zeitpunkt waren schon mehr als 40.000 Sprünge durch das USFS und USASOC mit dem FS-14 bzw. SF-10A erfolgreich durchgeführt worden. Die Erprobung erfolgte ab 2003 auf dem Yuma Proving Ground und wurde ohne große Schwierigkeiten beendet. Mit neuen Haupttragegurten konnte der Hauptfallschirm SF-10A leicht in das Gurtzeug des T-11 integriert werden und zusammen mit dem neuen Reserveschirm T-11R verwendet werden. Für beide Komponenten war die Entwicklung schon abgeschlossen und von Problemen bei der Erprobung des T-11 nur kurz betroffen. Deswegen konnte die erste Einheit mit dem jetzt als MC-6 (Maneuverable Canopy 6) bezeichneten Fallschirm schon im Jahr 2006 ausgestattet werden.
Der Hauptfallschirm wird von Irvin Aerospace gefertigt und das Gurtzeug und der Reserveschirm von Para-Flite – beide sind Tochterunternehmen von Airborne Systems. Mittlerweile sind alle MC1-1-Fallschirme in den US-Streitkräften durch den MC-6 ersetzt worden. Im April 2011 waren insgesamt 18.831 MC-6 eingeführt worden. Davon 15.780 bei der U.S. Army, 675 bei der U.S. Navy, 107 bei der U.S. Air Force und 2.269 beim USSOCOM. Alle Nutzer sind bisher von den überlegenen Fähigkeiten des MC-6 überzeugt und die Sprungverletzungen mit ihm sind deutlich zurückgegangen. Allerdings kommt es regelmäßig zum Reißen einer Steuerleine während der Hauptfallschirm öffnet. Grund dafür ist ein mangelhafter Packvorgang, bei dem sich eine Steuerleine während des Packens mit Fangleinen oder der Hauptkappe verheddert. Beim Entfaltungsstoß wirkt dadurch zu viel Kraft auf einer einzelnen Steuerleine, die dann reißt. Dadurch ist zwar nicht die Tragfähigkeit aber die Einsatzfähigkeit des MC-6 stark eingeschränkt. Um dieses Problem zu lösen, ist nach einer Erprobungsphase im Jahr 2013 die Einführung eines verbesserten Hauptfallschirms mit verstärkten Steuerleinen geplant.
Im Jahr 2011 hat sich auch Australien dazu entschlossen neben dem Truppenfallschirm T-11 auch den MC-6 für seine Fallschirmjäger und Spezialeinheiten zu beschaffen. Weitere Bestellungen aus dem Ausland werden höchstwahrscheinlich folgen. Weil die USA als Hauptnutzer der auf der ganzen Welt weit verbreiteten MC1-1-Fallschirmfamilie weggefallen sind, werden sich viele Armeen der Welt nach einem Nachfolgemuster umsehen.

## Konstruktion des Hauptfallschirms

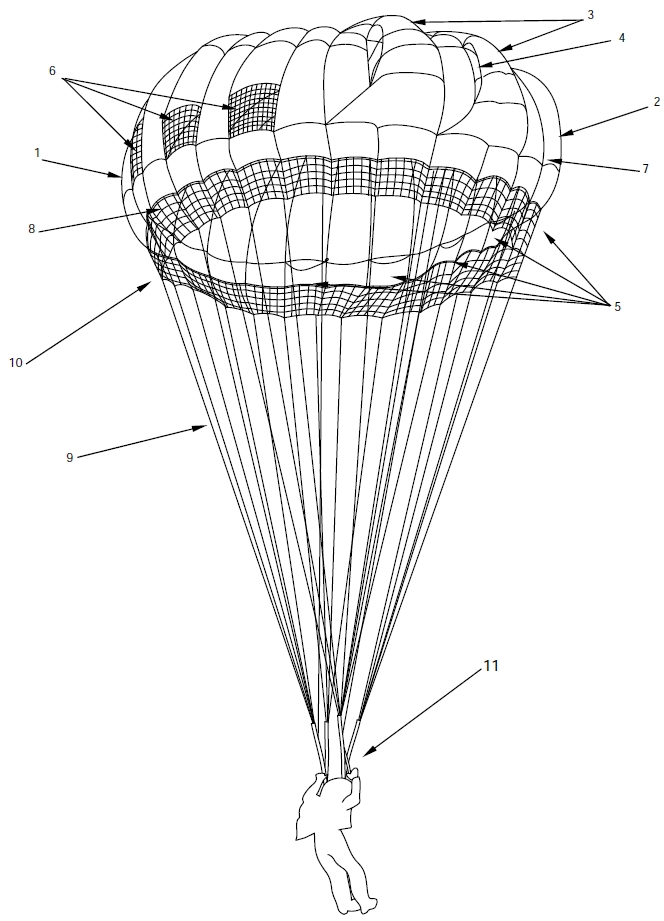
Truppenfallschirm MC-6 Skizze

Die bisher vorgestellten Fallschirmmuster FS-14, SF-10A und MC-6 nutzen alle den gleichen Hauptfallschirm. Sie unterscheiden sich lediglich in kleineren Bereichen, wie den Haupttragegurten, um mit verschiedenen Gurtzeugen verwendet werden zu können. In allen drei Fällen wurde der Fallschirm als steuerbarer Rundkappenfallschirm mit zwangsweiser Öffnungseinleitung durch eine Aufziehleine eingeführt. Er löste durch seine überlegenen Steuer- und Gleiteigenschaften ältere Fallschirme ab, die insbesondere in großen Höhenlagen und mit viel Last an ihre Grenzen geraten waren. Der verringerte Entfaltungsstoß, die geringe Sinkgeschwindigkeit bei größerer Gleitrate und die Lenk- und Bremseigenschaften bis hin zum langsamen Rückwärtsfahren sind nur wegen der durchdachten Konstruktion der Fallschirmkappe möglich. Somit kann der Fallschirmspringer nach dem Absetzen mit einer hohen Toleranz gegenüber Windstärke und Richtung selbst kleine Lichtungen ansteuern und vertikal darauf landen. Diese Eigenschaft besitzt kein Flächenschirm.
Die Hauptkappe besteht aus 28 Fallschirmbahnen mit einem vergrößerten Basisrand und 15 Öffnungen, die den Vorschub erzeugen oder die Steuerung ermöglichen. Am unteren Ende der Fallschirmkappe befindet sich der extrabreite Basisrand woran sich wiederum das Basisnetz anschließt. Durch das Basisnetz kann die sich stauende Luft während des Öffnungsvorgangs kontrolliert entweichen und verhindert ein Umstülpen des Kappenrands und einem daraus resultierendem Fangleinenüberwurf. Der Basisrand ist im entfalteten Zustand etwas nach innen geneigt und stabilisiert dadurch den Fallschirm gegenüber Pendelbewegungen. Außerdem schafft diese Basisrandausrichtung eine günstige aerodynamischere Form, die durch die sechs vorderen Öffnungen nochmals gefördert wird. Diese Öffnungen schließen sich am oberen Rand des Basisrands an und befinden sich mit dem Abstand von einer Bahn in der vorderen Hälfte des Fallschirms. Sie reduzieren den Druck beim Vorwärtsflug des Fallschirms und bei Wind und stabilisieren so die Form. Außerdem bewirken sie mithilfe des Basisrands, dass der Fallschirm beim Flug gegen den Wind mehr Gegenwind kompensieren kann als er selber an Vorwärtsfahrt erzeugt, ohne rückwärts zu treiben. Die Vorwärtsbewegung erzeugt der Fallschirm teilweise durch die drei großen hinteren Öffnungen über dem Basisrand. Sie sind mit einem Netzgewebe geschlossen, um diesen Kappenbereich trotz des fehlenden Materials stabiler zu machen und ein Durchfallen anderer Springer zu verhindern.

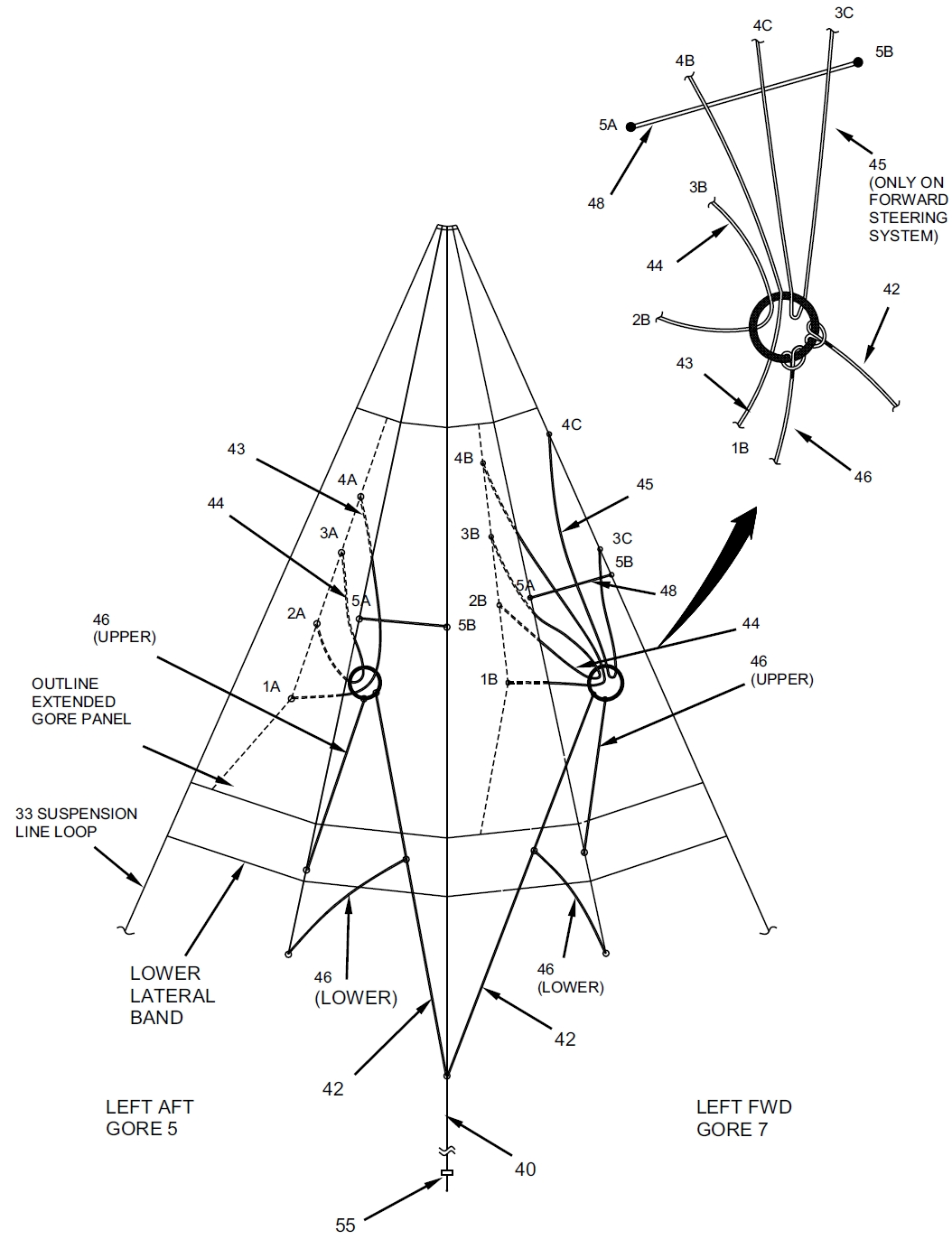
Steuerleinensystem des Fallschirms MC-6

Der Hauptfallschirm besitzt 28 Fangleinen zuzüglich zwei Steuerleinen, die sich nahe der Hauptkappe pro Seite in zwei mittlere Steuerleinen für jeden Steuerschlitz verzweigen. Die insgesamt vier mittleren Steuerleinen führen zu einem Führungsring. Durch diesen führen pro Steuerschlitz zwei Steuernebenleinen und an den beiden vorderen Steuerschlitz zusätzlich eine Bremsleine für den Bremsschlitz. Während sich der Fallschirm öffnet, wird jede Steuerleine durch zwei Halteleinen in Position gehalten, um unkontrollierte Steuerbewegungen zu verhindern, die in dieser Phase zu Problemen führen könnten.
Die sehr gute Steuerbarkeit verdankt der Fallschirm den zwei offenen Fallschirmbahnen pro Seite. Sie sind durch breitere und längere Fallschirmbahnen abgedeckt und nur nach hinten geöffnet und bilden so einen Steuerschlitz, der mit den Steuerleinen geschlossen werden kann. Die Luft strömt durch die Öffnung nach oben weg und wird dort durch die Abdeckung nach hinten umgeleitet. Dadurch wirkt fast die gesamte Strömungsenergie der Luft nach hinten und die Steuerschlitze wurden dadurch klein und der Anstieg der Sinkgeschwindigkeit gering gehalten. Um seinen Schirm zu steuern, braucht der Springer nur an der Steuerleine ziehen, in die er sich drehen möchte. Die Steuergriffe dafür befinden sich nach der Fallschirmöffnung an den Rückseiten der Haupttragegurte. Das Ziehen wirkt über den Führungsring auf die Steuernebenleinen, die am hinteren Rand der Abdeckung befestigt sind und beide Steuerschlitze schließen sich gleichzeitig.
Während die Luft am hinteren Steuerschlitz in diesem gebremsten Zustand gefangen ist, kann sie am vorderen Steuerschlitz über einen kleineren davor liegenden Bremsschlitz entweichen. Denn parallel mit dem Schließen der Steuerschlitze werden über die Bremsleine durch den Führungsring auch Teile der Fallschirmbahn vor dem Bremsschlitz heruntergezogen. Die Luft kann jetzt über diese Öffnung ungehindert nach vorne ausströmen. Dadurch entsteht eine der anderen Seite genau entgegengesetzte Kraft, die es ermöglicht eine volle Drehung der Kappe in vier Sekunden zu vollführen. Des Weiteren bewirken diese Kräfte ein flacheres Drehen des Fallschirms bei weniger Pendelbewegungen. Wenn der Springer beide Steuerleinen gleichzeitig herunterzieht, dann strömt über beide Bremsschlitze so viel Luft nach vorne weg, dass er den Fallschirm bei Windstille stoppen und sogar langsam nach hinten bewegen kann.

## Weiterentwicklungen
Nach den ersten Verkaufserfolgen des militärischen SF-10A an Spezialeinheiten versuchte man das Fallschirmsystem weiter zu verbessern. Dazu ersetzte man das von den US-Einheiten mit der SF-10A-Hauptkappe verwendet alte Gurtzeug und den Reserveschirm T-10R und T-10R MIRPS durch modernere Modelle. Die Wahl des Herstellers fiel beim Gurtzeug und Packhülle auf eine für das britische Militär entwickelte Version des Low-Level-Parachute LLP Mk1. Zudem konnten die Kunden diesen als SF-10N bezeichneten Fallschirm auch mit dem dazugehörigen Reserveschirm LLRP bestellen, der später als T-11R für den T-11 und MC-6 bei den US-Streitkräften eingeführt wurde.
Verbesserungspotential ergibt sich in erster Linie die zu geringe Zugfestigkeit der Steuerleinen, die sowohl bei den Smokejumpern als auch bei den US-Streitkräften regelmäßig zu gerissenen Steuerleinen während des Öffnungsvorgangs führten. Während das Militär zukünftig nur die Zugfestigkeit der Steuerleinen vergrößern möchte, erproben die Smokejumper mit dem FS-14Plus (auch als FS-14+ bezeichnet) eine in vielen Aspekten verbesserte Version. Neben den verbesserten Steuerleinen kennzeichnet die neue Hauptkappe ein flacheres Profil für eine geringere Windanfälligkeit und eine größere Gleitrate sowie ein anderes Kappenmaterial. Dieses absolute luftundurchlässige Rip-Stop-Gewebe mit der Markenbezeichnung Soar-CoatTM hat eine Silikon-Polymer Beschichtung und behält seine Eigenschaften auch nach langer Zeit und intensiver UV-Bestrahlung. Des Weiteren wurde beim FS-14Plus die Konstruktion vereinfacht, um Fertigung und Reparaturen zu erleichtern. Das veränderte Material und Profil verleiht dem Fallschirm ein agileres Verhalten beim Vorschub, Bremsen und Drehen gegenüber der Vorgängerversion FS-14/SF-10A bei unverändert hoher Stabilität. Folgende Daten zeigen den Vergleich zur Vorgängerversion:
| Kenngröße                             | FS-14 / SF-10A | FS-14Plus |
| ------------------------------------- | -------------- | --------- |
| Gleitrate bei 113,4 kg Last           | 0,8            | 0,92      |
| Sinkgeschwindigkeit bei 96,6 kg Last  | 21,5 fps       | 12 fps    |
| Sinkgeschwindigkeit bei 192,7 kg Last | 19,1 fps       | 17,3 fps  |

## Virtuelles Fallschirmtraining
Beim Kauf des FS-14 beschafften die Smokejumper auch einen Fallschirmsimulator, um die Springer an die Steuereigenschaften bei der Sprungausbildung zu gewöhnen, bevor sie das erste Mal unter dem Fallschirm hingen. Das Simulationsmodell gibt über eine umschlossene Brille das Bild aus der Sicht des Springers wieder, während er unter einem Gestell mit den Steuerleinen in den Händen im Gurtzeug hängt. Die Simulation reagiert wirklichkeitsgetreu mit Lenk- und Brems- und Pendelbewegungen auf die Steuerimpulse des Springers bis hin zur Landung. Zusätzlich können Umgebungseinflüsse wie Wetter, Wind und Hindernisse auf dem Landeplatz in die Simulation eingefügt werden.
Angeregt durch das USFS beschafften auch die Spezialkräfte diesen Simulator für jede Special Forces Group und ließen jeden Soldaten obligatorische Sprünge damit absolvieren, bevor er das erste Mal mit dem SF-10A springen durfte. Auch mit der Einführung des MC-6 wird der Fallschirmsimulator für Umschulungszwecke verwendet.

## Technische Daten
| Kenngröße                                                | MC-6                  |
| -------------------------------------------------------- | --------------------- |
| Fallschirmmaterial                                       | Nylon Type IV, FG 504 |
| Gewicht von Hauptfallschirm mit Gurtzeug                 | 13,2 kg               |
| nominaler Durchmesser                                    | 9,75 m                |
| Max. Sprunggewicht                                       | 181 kg                |
| Max. Absetzgeschwindigkeit                               | 278 km/h 150 KIAS     |
| Min. Absetzhöhe über Grund                               | 152 m                 |
| Max. Windgeschwindigkeit in Bodennähe für Sprungfreigabe | 21 km/h               |
| Sinkgeschwindigkeit mit Max. Sprunggewicht in Meereshöhe | 4,8 m/s               |
| Gleitrate                                                | 0,8                   |
| Vorwärtsgeschwindigkeit                                  | 16 km/h               |
| benötigte Zeit für eine 360° Drehung                     | 4 s                   |
| Max. Pendelwinkel                                        | 8°                    |
| Fangleinen                                               | 28                    |
| Fangleinenlänge                                          | 6,5 m                 |
| Packzyklus                                               | 120 Tage              |